# Phlox
Phlox L. è un genere di piante della famiglia delle Polemoniacee, che comprende piante erbacee annuali o perenni, originarie del Nord America e dell'Asia. In italiano sono comunemente note come floghi

## Descrizione
Hanno generalmente fusti erbacei ramificati, alti da 40 cm a 1,20 m, a portamento eretto o strisciante, che terminano con numerosi corimbi di fiori tubulosi, di 2–3 cm di diametro, variamente colorati e screziati, di grande effetto decorativo.

## Tassonomia
Il genere Phlox comprende le seguenti specie:
- Phlox aculeata A.Nelson
- Phlox adsurgens Torr. ex A.Gray
- Phlox albomarginata M.E.Jones
- Phlox alyssifolia Greene
- Phlox amabilis Brand
- Phlox amoena Sims
- Phlox amplifolia Britton
- Phlox andicola (Britton) E.E.Nelson
- Phlox austromontana Coville
- Phlox bifida L.C.Beck
- Phlox buckleyi Wherry
- Phlox caespitosa Nutt.
- Phlox carolina L.
- Phlox caryophylla Wherry
- Phlox cluteana A.Nelson
- Phlox colubrina Wherry & Constance
- Phlox condensata (A.Gray) E.E.Nelson
- Phlox cuspidata Scheele
- Phlox diffusa Benth.
- Phlox dispersa Sharsm.
- Phlox divaricata L.
- Phlox dolichantha A.Gray
- Phlox douglasii Hook.
- Phlox drummondii Hook.
- Phlox floridana Benth.
- Phlox glaberrima L.
- Phlox glabriflora (Brand) Whitehouse
- Phlox gladiformis (M.E.Jones) E.E.Nelson
- Phlox × glutinosa Buckley
- Phlox griseola Wherry
- Phlox hendersonii (E.E.Nelson) Cronquist
- Phlox hirsuta E.E.Nelson
- Phlox hoodii Richardson
- Phlox idahonis Wherry
- Phlox kelseyi Britton
- Phlox longifolia Nutt.
- Phlox maculata L.
- Phlox mesoleuca Greene
- Phlox mexicana Wherry
- Phlox missoulensis Wherry
- Phlox mollis Wherry
- Phlox multiflora A.Nelson
- Phlox nana Nutt.
- Phlox nivalis G.Lodd. ex Sweet
- Phlox oklahomensis Wherry
- Phlox opalensis Dorn
- Phlox ovata L.
- Phlox paniculata L.
- Phlox pattersonii Prather
- Phlox peckii Wherry
- Phlox pilosa L.
- Phlox pulchra (Wherry) Wherry
- Phlox pulvinata (Wherry) Cronquist
- Phlox pungens Dorn
- Phlox × pyramidalis Sm.
- Phlox richardsonii Hook.
- Phlox rigida Benth.
- Phlox roemeriana Scheele
- Phlox sibirica L.
- Phlox solivaga Mayfield & Darrach
- Phlox speciosa Pursh
- Phlox stolonifera Sims
- Phlox subulata L.
- Phlox tenuifolia E.E.Nelson
- Phlox triovulata Thurb. ex Torr.
- Phlox variabilis Brand
- Phlox vermejoensis B.S.Legler
- Phlox viridis E.E.Nelson
- Phlox viscida E.E.Nelson
- Phlox woodhousei (A.Gray) E.E.Nelson

## Usi
Utilizzate come piante ornamentali nei giardini o in vaso sui terrazzi, in base all'altezza e al portamento eretto o strisciante, per bordure, aiuole, giardini rocciosi, ecc.
Le specie più popolari sono  P. drummondii annuale di bassa statura, dai fiori rosa-porpora;  P. paniculata perenne, con ricche fioriture a pannocchia portanti corolle dai colori brillanti, da cui sono derivate le varietà note in floricoltura come P. decussata e P. pyramidalis; P. subulata (=  P. setacea) a vegetazione persistente, dal portamento prostrato;  P. sibirica originaria della Siberia; la P. divaricata a minor sviluppo; tutte con numerosi ibridi e varietà di varie dimensioni, dai fiori colorati di bianco, rosso, blu, viola, variamente screziati e macchiettati.

## Coltivazione
Facili da coltivare, richiedono esposizione soleggiata o a mezz'ombra, terreno fertile, sciolto e abbastanza fresco.
La moltiplicazione avviene per seme, talea erbacea o radicale, con i getti basali e per divisione delle ceppaie.
La semina delle specie annuali, avviene in marzo, nei semenzai trapiantando le piantine a fine aprile inizio maggio, o in pieno campo, con fioritura da giugno in poi.
Per le specie perenni si preferisce utilizzare i getti basali, ottenuti prelevando in primavera, i nuovi germogli tagliati all'inserzione delle ceppaie, mettendoli a radicare in vivaio o nei vasetti, e mettendoli a dimora dopo il radicamento; senza interventi di cimatura ogni stelo produrrà un'unica grande infiorescenza; ricorrendo alla semina solo per ricercare nuove varietà.
Per moltiplicare rapidamente le nuove varietà, si ricorre alle talee di radici, poste verticalmente in un letto di sabbia.